# Mikal

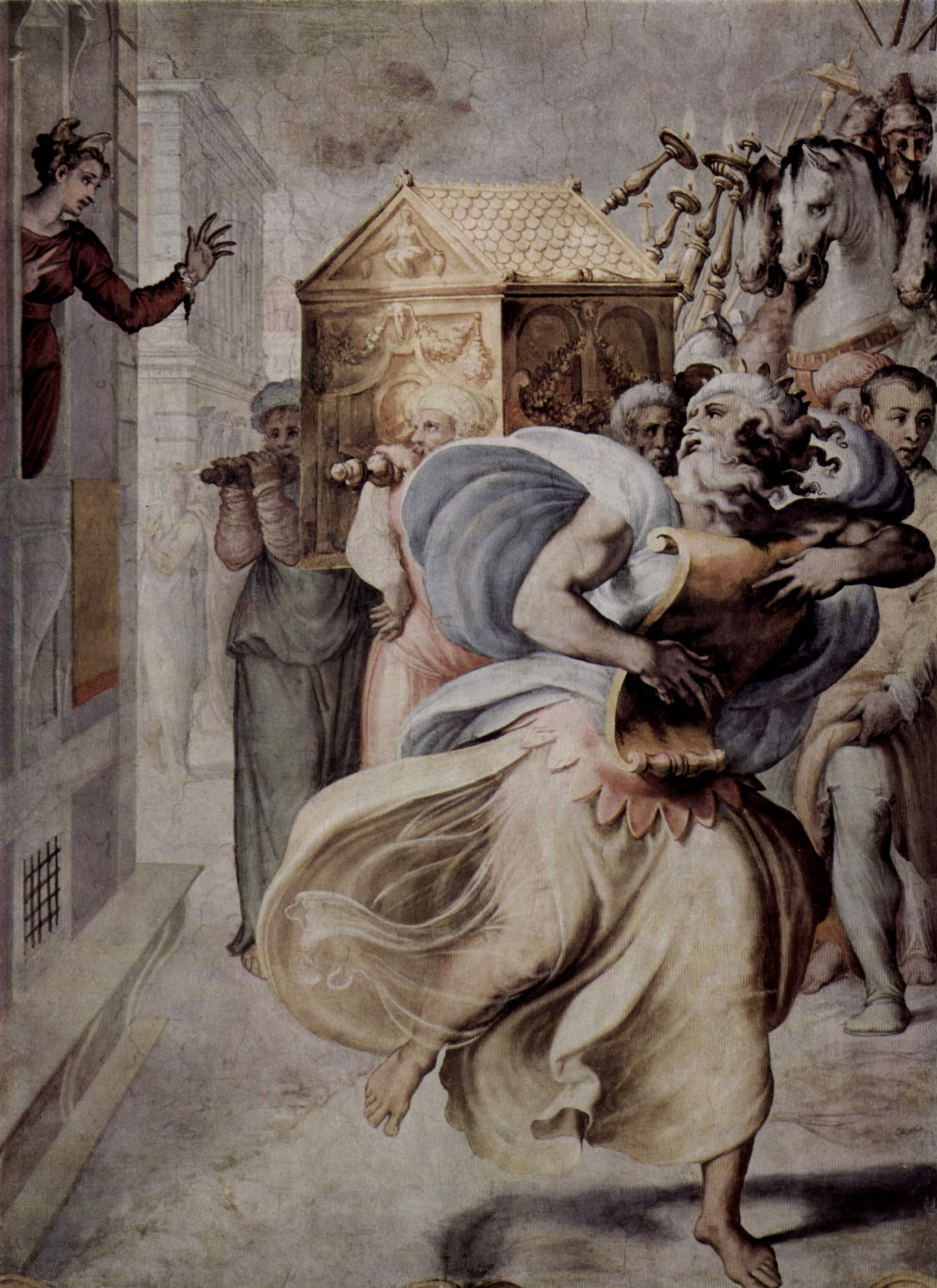
Mikal har synpunkter på Davids dans framför arken (Francesco Salviati, 1554)

Mikal var en av Sauls döttrar, som fattade kärlek till David och till sist blev hans gemål (1 Sam. 14:49; 18: 20 ff.). När David måste fly från hovet, räddade hon hans liv genom en list (1 Sam. 19:11 ff.). Sedan gav kung Saul henne till hustru åt en man vid namn Palti (1 Sam. 25:44), vilken dock efter Sauls död på Is-bosets befallning återgav henne till David (2 Sam. 3:13 ff.). Mikals missnöje med Davids beteende vid arkens överförande till Sion synes denne ha tagit så hårt, att han inte vidare velat vidkänna henne som hustru (2 Sam. 6:16-23).